# Виллугбейя
Виллугбейя (лат. Willughbeia) — род деревянистых растений семейства Кутровые (Apocynaceae), распространённый в тропической Азии.
Род назван в честь английского естествоиспытателя Фрэнсиса Уиллоби.

## Ботаническое описание
Деревянистые лианы. Усики разветвлённые, образованы из видоизменённых соцветий.
Соцветия пазушные, от сжатых до рыхлых, тирсоидные или цимозные. Венчик от белого до желтоватого. Ягоды крупные, от шаровидных до грушевидных; мякоть съедобная. Семена многочисленные, сжатые, семенная кожура гладкая; семядоли мясистые, округлые в основании.

## Виды
Род включает 16 видов:
- Willughbeia angustifolia (Miq.) Markgr.
- Willughbeia anomala Markgr.
- Willughbeia beccariana (Kuntze ex Pierre) K.Schum.
- Willughbeia cirrhifera Abeyw.
- Willughbeia coriacea Wall.
- Willughbeia edulis Roxb. typus — Виллугбейя съедобная
- Willughbeia flavescens Dyer ex Hook.f.
- Willughbeia gigantea (Boerl.) Markgr.
- Willughbeia grandiflora Dyer ex Hook.f.
- Willughbeia javanica Blume
- Willughbeia lanceolata (Markgr.) D.J.Middleton
- Willughbeia lunduensis D.J.Middleton
- Willughbeia oblonga Dyer ex Hook.f.
- Willughbeia ovatifolia (Stapf) Merr.
- Willughbeia sarawacensis (Pierre) K.Schum.
- Willughbeia tenuiflora Dyer ex Hook.f.